# 朱珵㙨
德化温简王朱珵㙨（16世纪—1599年），明朝瀋宣王朱恬烄的庶三子，明朝唯一一代瀋藩德化王。

## 生平
隆庆六年（1572年）四月，明穆宗冊封宗藩，命駙馬都尉許從誠告內殿，遣懷柔伯施光祖等持節冊封朱珵㙨為德化王，但不给郡王俸禄。
万历六年（1578年）四月，明神宗御皇極殿，传诏遣翰林院侍講韓世能等持節冊封山西潞安府長治縣儒士栗永慶的女兒為德化王妃。
万历七年（1579年）六月，朱恬烄请求封庶五子朱珵塏为王。署禮科事左給事中顧九思等称，按礼部商议，查《宗藩條例》，由郡王進封親王者，除继承人外，诸子无论嫡庶都只能按郡王之子受本等官職，萬曆二年（1574年）禮部曾准条例以前袭封者也如此，不得随意引用先例请求；当初朱恬烄的父亲瀋宪王朱胤栘系在伯祖父瀋恭王朱诠钲绝嗣后作为灵川王进封为瀋王，故朱珵塏不当封郡王；现在朱恬烄因为嘉靖年間弟弟朱恬焯得封鎮康王、朱恬爖得封安慶王，朱恬烄的儿子朱珵坦得封保定王，朱珵㙨在隆庆年间得封德化王，才以为朱珵塏也可以封王。礼部甚至提出隆庆年间得封的朱珵㙨系冒封，应该商议革除，嘉靖年间得封的朱恬焯、朱恬爖、朱珵坦也该在死后除国。礼部申明只有在条例以前作为亲王的弟弟、侄子进封的亲王的子孫才姑且准許照常襲封，条例後作为旁支進封的亲王的诸子都不许加封为郡王。神宗不许封朱珵塏为郡王，并以为规矩。但万历二十二年（1594年），朱珵垲仍被封为灵寿王。
万历二十七年（1599年），朱珵㙨去世，无子，国除。